# Sokoto (rivier)
De Sokoto, ook wel Kebbi genoemd, is een 320 km lange rivier in het noordwesten van Nigeria.
De rivier ontspringt op het Noordelijk Plateau, stroomt in westelijke richting met een boog naar het noorden en mondt voorbij Illo uit in de Niger. De rivier stroomt door de steden Gusau, Sokoto en Birnin Kebbi. De belangrijkste zijrivieren zijn de Rima op de rechteroever en de Zamfara en de Ka op de linkeroever.
De landbouwgronden langs de oevers van de rivier zijn vruchtbaar en worden gebruikt voor de teelt van aardnoten, katoen, tabak, rijst, uien, suikerriet en indigo. De rivier wordt gebruikt voor irrigatie. In 1975 werd de bovenloop van de Sokoto afgedamd door de vijf kilometer lange Bakoloridam. Het water wordt gebruikt voor irrigatie maar door het afdammen is de landbouwgrond stroomafwaarts minder vruchtbaar geworden en is er daar minder water voorhanden.